# Mândrie și pasiune
Mândrie și pasiune (în engleză The Pride and the Passion) este un film istoric american din 1957, regizat de Stanley Kramer și în care rolurile principale au fost interpretate de Cary Grant, Frank Sinatra și Sophia Loren. Petrecut în epoca napoleoniană, aceasta este povestea unui ofițer britanic (Grant) care are ordinul de a prelua un tun uriaș din Spania și a-l duce pe o navă la forțele britanice. Dar liderul trupelor spaniole de gherilă (Sinatra) vrea mai întâi să transporte tunul pe o distanță de 1.000 km prin Spania pentru a ajuta la capturarea orașului Ávila din mâinile trupelor franceze înainte de a da tunul pentru a fi dus la britanici. Cea mai mare parte a filmului se referă la greutățile de a transporta tunul peste râuri și prin munți în timp ce însoțitorii lui încearcă să scape de forțele de ocupație franceză și culminează în bătălia finală pentru Ávila. O parte a acțiunii filmului este reprezentată de lupta celor doi militari pentru a câștiga afecțiunea Sophiei Loren.
Filmul a fost realizat în Technicolor și VistaVision și distribuit de United Artists. El a fost regizat și produs de Stanley Kramer după un scenariu de Edna Anhalt, Edward Anhalt și Earl Felton, inspirat foarte vag din romanul The Gun al lui C.S. Forester. Saul Bass a creat secvența de titlul de la începutul filmului. În film au mai jucat Theodore Bikel și Jay Novello. Sinatra și-a făcut propriile cascadorii în film.

## Rezumat
În timpul Războiului Peninsular, armatele lui Napoleon invadează și ocupă Spania. Un tun enorm, aparținând Armatei Spaniole, este abandonat atunci când acesta încetinește retragerea armatei. Cavaleria franceză este trimisă pentru a-l recupera.
Marea Britanie, aliata Spaniei, îl trimite pe căpitanul de marină Anthony Trumbull (Cary Grant) pentru a găsi tunul și a obține predarea acestuia către forțele britanice. Cu toate acestea, atunci când Trumbull ajunge la cartierul militar spaniol, el constată că acesta a fost evacuat și în locul ei se instalase o grupare de gherilă condusă de Miguel (Frank Sinatra). Miguel este de acord să-l ajute pe Trumbull să găsească tunul, deși cei doi bărbați se detestă reciproc. O cauză a dușmăniei lor o reprezintă amanta lui Miguel, Juana (Sophia Loren), care se îndrăgostește de Trumbull.
Între timp, sadicul general Jouvet (Theodore Bikel), comandantul francez din Avila, ordonă executarea spaniolilor care nu oferă informații despre locul unde se află tunul. Partizanii iau tunul cu ei într-o călătorie dificilă în direcția orașului Avila, de a cărui capturare este obsedat Miguel.
Trupa de gherilă, ale cărei rânduri s-au mărit considerabil, aproape că pierde tunul atunci când generalul Jouvet folosește artileria în apropierea unei trecători montane pe unde partizanii trebuiau să treacă pentru a ajunge la Avila. Cu ajutorul populației locale, ei reușesc să traverseze trecătoarea cu tunul, deși acesta este grav avariat la coborârea unui deal.
Tun este ascuns într-o catedrală unde este reparat, fiind nevoie să fie deghizat ca o piesă decorativă în timpul celebrării religioase de Paști. Ofițerii francezi sunt informați cu privire la prezența tunului, dar, cu toate acestea, tunul a fost mutat în momentul în care ofițerii au ajuns la catedrală.
Atunci când tunul ajunge în cele din urmă ajunge la tabăra partizanilor din apropierea orașului Avila, Trumbull și Miguel se pregătesc să atace orașul. Cu toate acestea, Avila este apărat de ziduri puternice pe care se află 80 de tunuri, iar Trumbull estimează că jumătate dintre partizani vor fi uciși în timpul asaltului. El încearcă să o convingă pe Juana să nu participe la atac, dar, a doua zi, ea se duce împreună cu oamenii.
Tun este folosit pentru a dărâma zidurile și, în ciuda grelelor pierderi suferite (inclusiv Juana și Miguel), trupele de gherilă reușesc să intre în interiorul orașului. Jouvet este ucis, iar restul trupelor franceze sunt încercuite în piața orașului. După batalie, Trumbull duce corpul lui Miguel în fața statuii sfintei patroane a orașului Avila.
Tunul a fost bazat pe un prototip real din Jaipur (India), Tunul Jaivana, unul dintre cele mai mari tunuri construite vreodată.

## Distribuție
- Cary Grant - căpitanul Anthony Trumbull
- Frank Sinatra - Miguel
- Sophia Loren - Juana
- Theodore Bikel - generalul Jouvet
- John Wengraf - Sermaine
- Jay Novello - Ballinger
- Jose Nieto - Carlos
- Philip Van Zandt - colonelul Vidal

## Încasări la box office și recepții critice
După premiera sa la 10 iulie 1957 cu comentarii amestecate, Mândrie și pasiune s-a dovedit a fi un succes la box office, stimulat fără îndoială de popularitatea actorilor principali. Filmul a fost unul dintre cele mai vizionate 20 de filme ale anului 1957, după încasările de la box office. Variety a lăudat valorile de producție ale filmului, cu mențiunea "Creditul principal trebuie dat producției. Vederea panoramică, lungă a marșului și armata teribil de împovărată, lupta dureroasă de a păstra tunul prin râpi și peste cursuri de apă - acestea sunt plusuri majore." Cu toate acestea, Ephraim Katz l-a descris în The Film Encyclopedia ca fiind "un nonsens epic plin de exagerări".
Muzica filmului a fost ultima lucrare importantă a lui George Antheil, odată faimos ca "băiatul rău al muzicii" în anii 1920. Aceasta este singura din multe muzici de film ale lui Antheil care s-a păstrat pe o coloană sonoră comercială.

## Vezi și
- Listă de filme VistaVision